# Ashton Hayes and Horton-cum-Peel
Ashton Hayes and Horton-cum-Peel är en civil parish i Cheshire West and Chester i Cheshire i England. Det inkluderar Horton cum Peel. Skapad 1 april 2015.